# Странник над морем тумана
«Странник над морем тумана» (нем. Der Wanderer über dem Nebelmeer) — картина немецкого художника-романтика  Каспара Давида Фридриха, одна из знаковых картин романтического направления в живописи школы дрезденских романтиков.

## Описание
На картине изображён странник (сам художник), стоящий на тёмной, крутой скале. Он обращён спиной к зрителю, волосы развеваются на ветру. Странник смотрит на клочья тумана, глубины горных расщелин. Острые пики кое-где возвышаются над туманом, а вдалеке видны горные гряды. Над ними — небо в облаках.

## Общая характеристика
Эта картина — нечто большее, чем просто пейзаж. Здесь природа представляет собой внешнее выражение внутреннего состояния, настроения байронического героя, изображённого на переднем плане. Горы и облака являются частью души героя, также как и он сам является их частью. Композиция картины отражает тенденцию, прослеживаемую в работах Каспара Давида Фридриха после 1816 года, когда художник пытается выразить ощущения связи между близким и далёким, конечным и бесконечным.

## Романтизм
Картина тесно связана с романтизмом, широким художественным и литературным движением, возникшим после эпохи Просвещения. Хотя личность человека на картине не определена, некоторые предполагают, что это автопортрет самого художника, указывая на сходство во внешности, такое как рыжие волосы. По этой причине картина была интерпретирована как символ саморефлексии или размышления о жизненном пути.

## Оценки и влияние
Некоторые исследователи немецкого кино 1920-х — 1930-х годов считают, что картина повлияла на творчество режиссёра Арнольда Фанка, а профессор, доктор философии Кай Киршманн даже писал, что сцена с облаками в фильме «Бури над Монбланом», как и картина Каспара Фридриха «Странник над морем тумана», есть не что иное как «эстетское бегство от мира», которое является центральным мотивом подобного типа изображения.

## Другие картины художника на эту тему

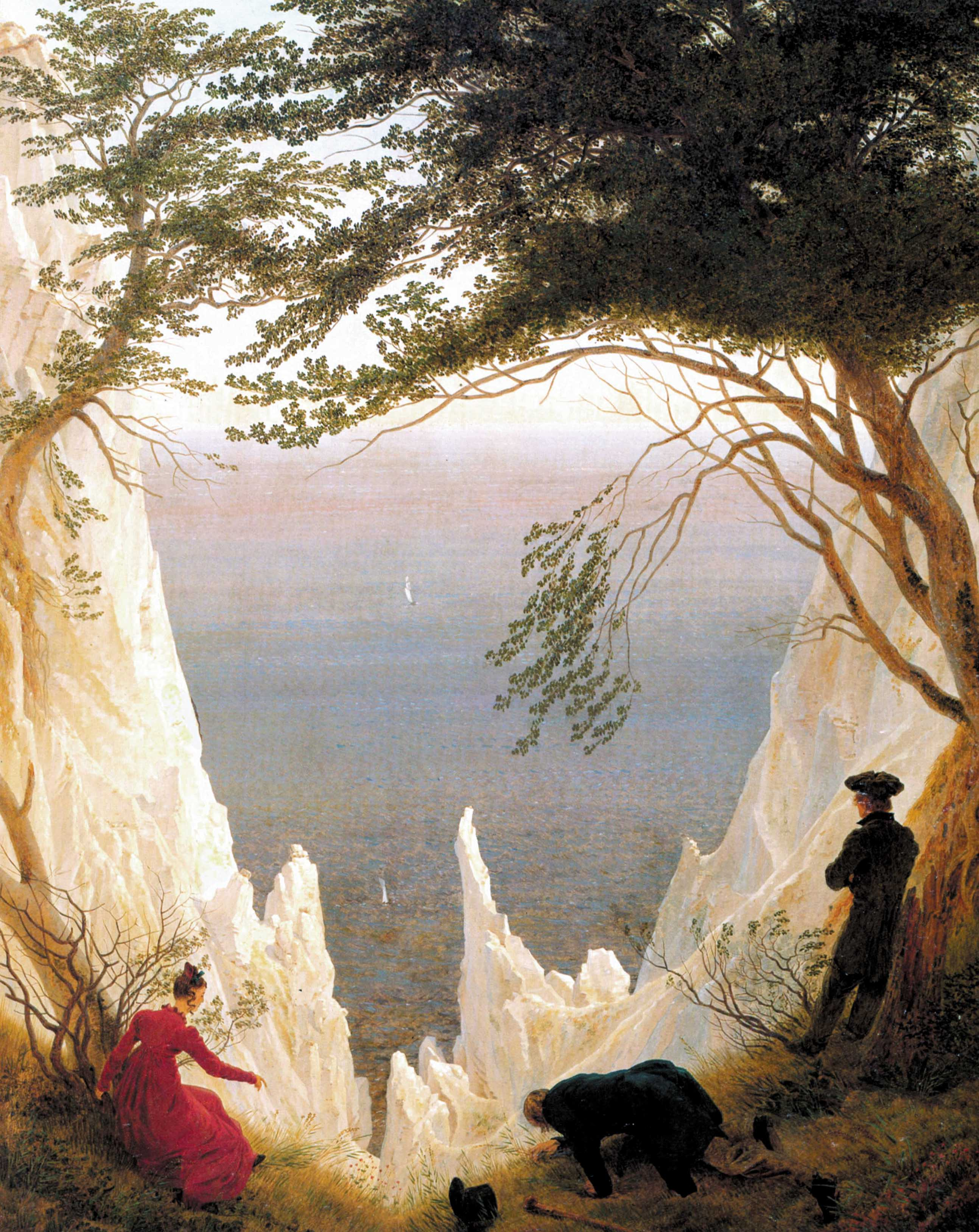
Меловые скалы на острове Рюген. 1818
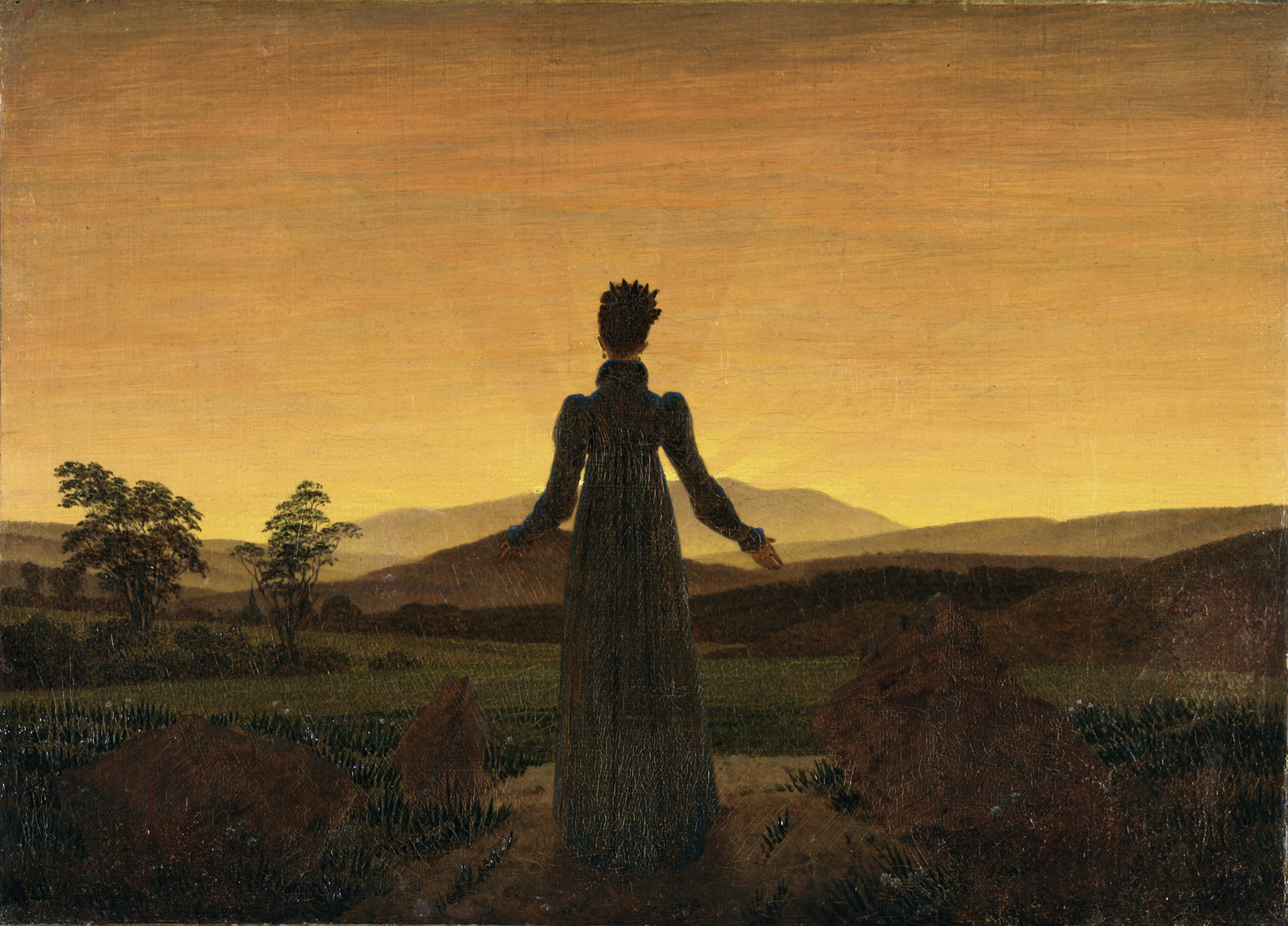
Женщина и закат солнца. 1818
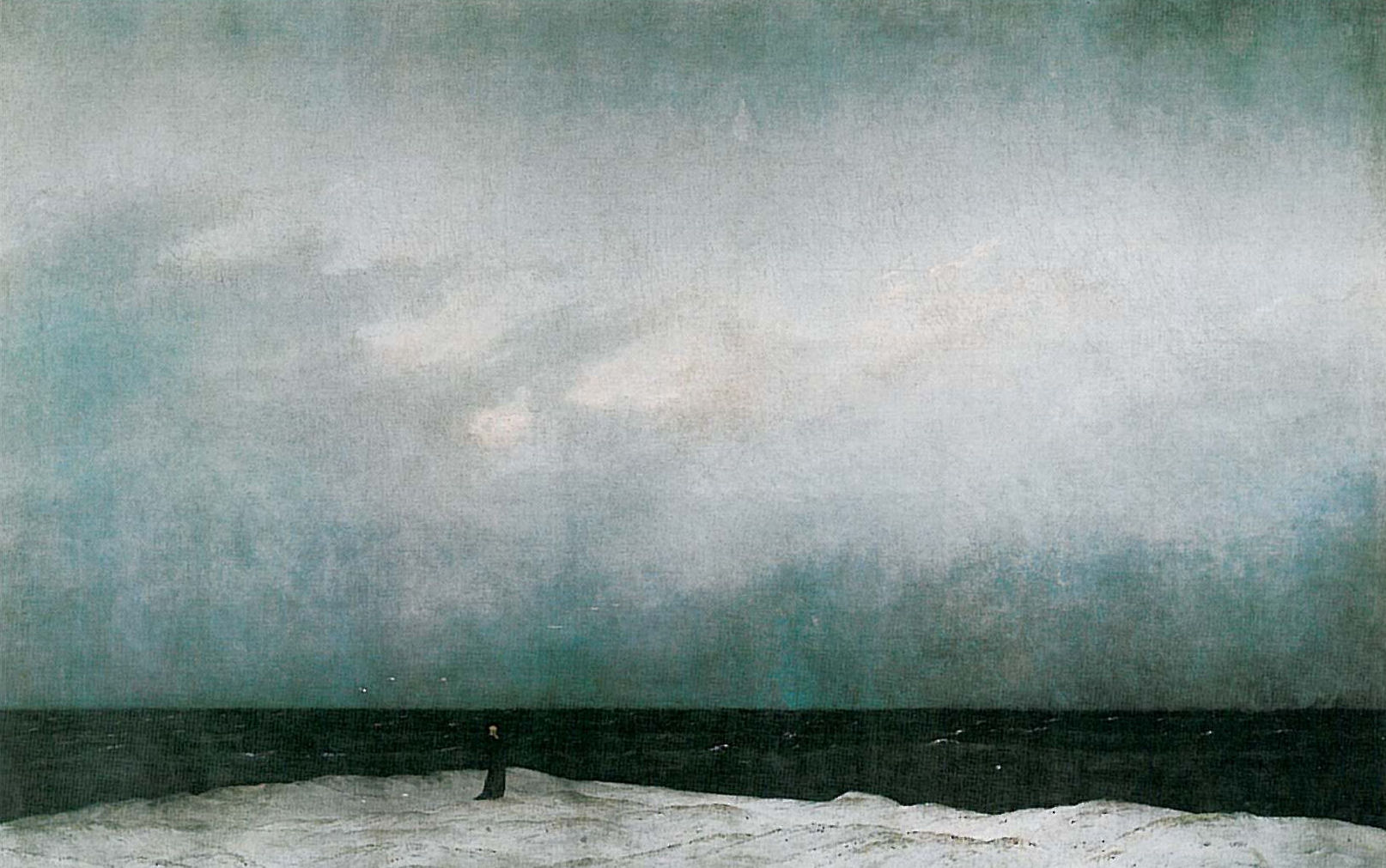
Монах у моря. 1808—1810